# Мері ван Бійстервельдт
Яннеке Марлен «Мар'я» ван Бійстервельдт-Влігентарт (народилася 27 червня 1961) — нідерландський політик із Християнсько-демократичного заклику (CDA). Вона була мером Делфт з 2 вересня 2016 року.

## Життєпис
Ван Бійстервельдт відвідувала школу медсестер. Працювала у сфері охорони здоров'я.
У 1990 році вона стала політично активною для Християнсько-демократичного звернення. Вона була олдерменом (членом) муніципальної ради Алмере, але залишила свій пост після того, як витрати мера Алмере були розслідувані. Ван Бійстервельдт не погоджувалася з тим, як інші олдермени соціал-демократичної PvdA та ліберальної VVD впоралися з цим питанням, і після вотуму недовіри вона подала у відставку.
У 1994 році її призначили мером Шиплуйдена, і у віці 33 років вона стала наймолодшим мером в історії Нідерландів. Вона також була активною в CDA, спочатку як голова Християнсько-демократичного молодіжного заклику (CDJA), молодіжної організації CDA, а пізніше як голова CDA-жіночої ради. У листопаді 2002 року ван Бійстервельдт став головою партії CDA. Вона була першим головою, обраним безпосередньо членами CDA. Вона випередила іншого кандидата з 26 542 проти 9 574 голосів. У 2006 році вона була переобрана на чотири роки.
22 лютого 2007 року Ван Бійстервельдт був призначений державним секретарем з питань освіти, культури та науки в четвертому кабінеті Балкененде. У серпні 2009 року вона виступила з промовою в Генеральних Штатах про Лору Деккер, тринадцятирічну громадянку Нідерландів, чиї плани навколосвітньої подорожі в одиночку викликали міжнародні суперечки. Ван Бійстервельдт виступив проти Деккер і погодився з рішенням зробити її підопічною суду.

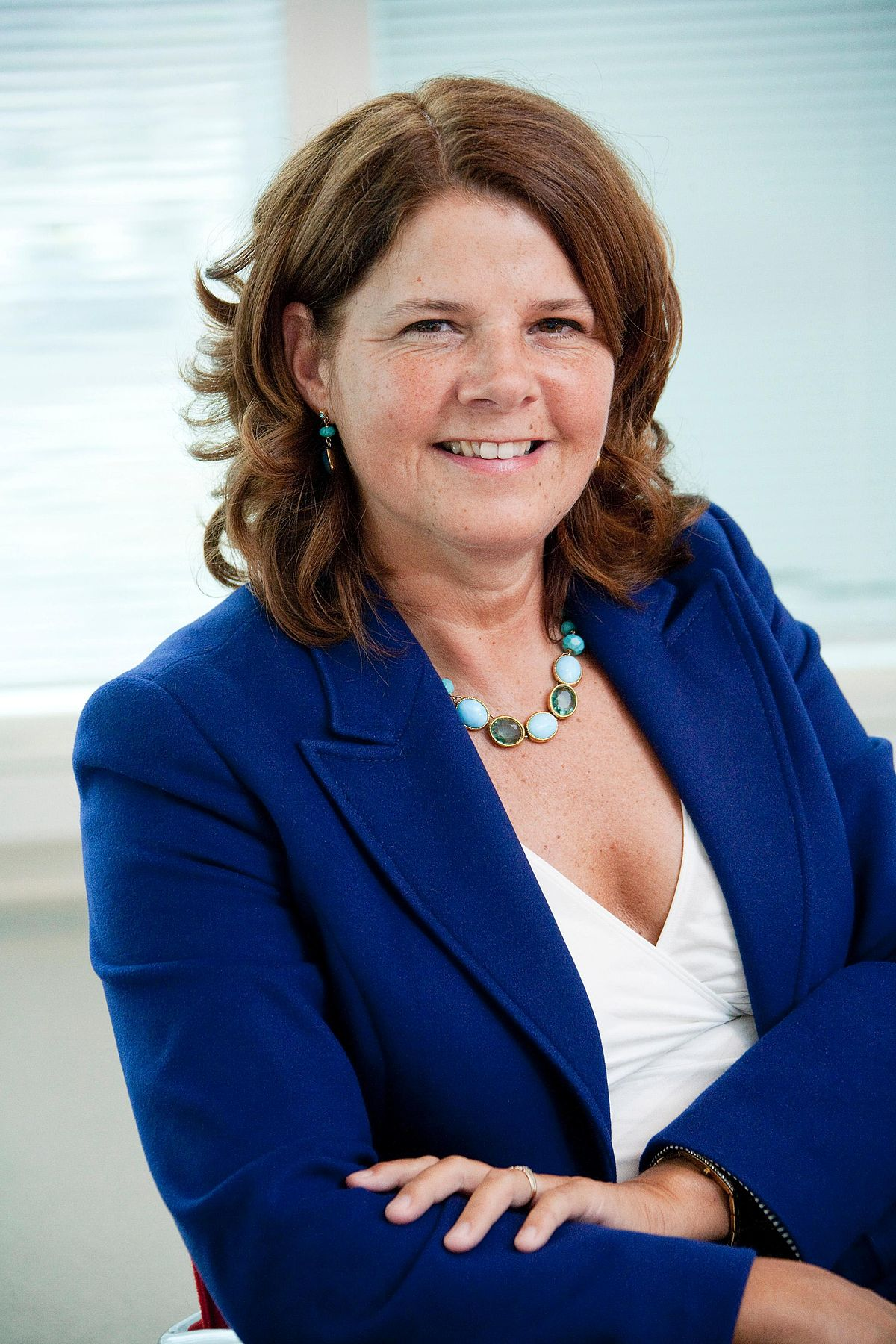
22 лютого 2007 року Ван Бійстервельдт був призначений державним секретарем з питань освіти